# Eva Tetrazzini
Eva Tetrazzini (Milano, 17 marzo 1862 – Salsomaggiore Terme, 27 ottobre 1938) è stata un soprano italiano.

## Biografia
Nata a Milano nel 1862, sorella maggiore di Luisa (1871-1940), anche lei celebre soprano, dopo aver studiato nel Liceo musicale di Firenze, Eva Tetrazzini esordì sulle scene nel 1882 interpretando Margherita nel Faust di Gounod. 
Nel 1885 fu la protagonista di Bianca di Pierantonio Tasca nel Teatro della Pergola di Firenze.
Nel 1886 interpretò La Gioconda all'Opéra de Nice, diretta dal maestro Cleofonte Campanini (1860-1919) che sposerà nel 1889.
Nella sua carriera la Tetrazzini si esibì con successo nei maggiori teatri lirici del mondo. Il suo vasto repertorio comprendeva ruoli lirico-drammatici di opere verdiane (Otello, Aida) e ruoli veristi di Puccini (Manon Lescaut e Tosca). Interpretò, in una delle prime rappresentazioni in Italia, I maestri cantori di Norimberga di Wagner.
Molte le sue interpretazioni di rilievo. Nel 1888 è la prima Desdemona americana in una rappresentazione dell'Otello alla New York Academy of Music, diretta da Campanini, con il tenore Italo Campanini, fratello del direttore, e il contralto Sofia Scalchi.
Nel 1894 è Manon Lescaut al Teatro San Carlo di Napoli.
Nel 1901 interpreta Tosca con Edoardo Garbin ed Angelo Masini e Maddalena di Coigny nell'Andrea Chénier con Giuseppe De Luca, diretta da Campanini al Teatro Regio di Parma e nello stesso teatro, nel 1902, è Fedora ancora diretta dal marito.
Nel 1905 interpreta il ruolo di Maddalena nell'Andrea Chénier di Giordano, con Amedeo Bassi ed Antonio Pini-Corsi al Théâtre de la Ville di Parigi.
Nel 1910 è Lucia di Lammermoor al Manhattan Center di New York.
Nel 1915 abbandonò la scena operistica pur continuando ad esibirsi in concerti, tenuti spesso a Londra ove era particolarmente apprezzata.
Morì a 76 anni, nel 1938, dopo una breve malattia, nella sua villa di Salsomaggiore.

## Omaggi
- A Roma, nei pressi di Castel Giubileo, una via è stata dedicata alle "Sorelle Tetrazzini"[6].